# کلک (فیلم ۱۹۷۶)
کلک (به هندی: Hera Pheri) فیلمی محصول سال ۱۹۷۶ و به کارگردانی پراکاش مهرا است. در این فیلم بازیگرانی همچون آمیتاب باچان، سایرا بانو، وینود کانا، سولکشانا پاندیت، پینچو کاپور، آسرانی ایفای نقش کرده‌اند.

## خلاصه داستان
آجی و ویجی دو دوست صمیمی هستند که با روشهای مختلف سر مردم کلاه می‌گذارند. پدر ویجی سالها قبل توسط شخصی بنام پی کی کشته شده و ویجی دربدر به‌دنبال اوست. آجی پس از اتفاقاتی ظاهراً پدرش را که سالها پیش از او جدا مانده بود پیدا می‌کند. درحالی‌که او همان پی کی معروف است. همین موضوع هم دوستی آجی و ویجی را تحت الشعاع قرار می‌دهد و …